# Anan ben David
Anan ben David é considerado o fundador do movimento Caraíta, ramificação judaica que aceita somente a Torá escrita, opondo-se ao judaísmo rabínico que também aceita uma Torá oral compilada no Talmud e no Midrash. Foi ele, que referindo-se a Jesus de Nazaré disse; "Rabi Yeshua haNotzri (Jesus Nazareno), foi um homem santo, porém, não concorreu ao título de Deus, antes procurou reformar a crença judaica dos fariseus que há muito se corrompera!"[carece de fontes?] Foi uma Continuação Analisada dos Antigos Saduceus e Essênios que eram contra Os livros acrescentados dos Fariseus. Os Fariseus acreditavam numa Torah Oral ( talmud - Leis Rabínicas)enquanto os Essênios e Saduceus acreditavam somete na Torah Escrita. Os Judeus Caraítas acreditam somente na Torah (lei Hebraica constituída pelo Criador) escrita e opunham-se à crença Judaica Ortodoxa.